# Mittleres Bauland
Als Mittleres Bauland wird ein Teil des Naturraums Bauland im Nordosten Baden-Württembergs bezeichnet. Das Mittlere Bauland weist als naturräumliche Einheit Nr. 128.5 der Haupteinheitengruppe Neckar- und Tauber-Gäuplatten drei Untergliederungseinheiten in zweiter Nachkommastelle auf: Die Seckach-Kirnau-Platten (Nr. 128.50), die Kessachplatten (Nr. 128.51) und Stöckig (Nr. 128.52).
Vom Mittleren Bauland befinden sich vor allem die Seckach-Kirnau-Platten im Naturpark Neckartal-Odenwald. Dieses Gebiet umfasst das fingerförmig verzweigte Talsystem der Seckach, das die Muschelkalkflächen in mehrere Platten zerlegt. Die Hochflächen bestehen ausschließlich aus Oberem Muschelkalk. Kennzeichnend für die Hochflächen sind Mulden und Dellen, deren Form und Wasserführung von dem teilweise kalkigen, an anderen Stellen tonigen Untergrund abhängt. Die höheren Teile des Gebiets sind über verkarstetem Muschelkalk sehr wasserarm. Der Lösslehm ist stark entkalkt. Die Fließgewässer entspringen hauptsächlich im Mittleren Muschelkalk. Hier treten auch schwere, fruchtbare Tonböden auf, in denen zahlreiche Quellen liegen. Insgesamt überwiegt der Ackerbau. Die Grünlandnutzung ist vor allem auf Täler und Mulden beschränkt.

## Naturräumliche Gliederung
Das Mittlere Bauland ist folgender Teil des Naturraums Bauland der Haupteinheitengruppe Neckar- und Tauber-Gäuplatten:
- (zu 12 Neckar- und Tauber-Gäuplatten)
  - 128 Bauland
    - 128.1 Neckarelzer Tal
    - 128.2 Brunnenwald
    - 128.3 Schefflenzgäu
    - 128.4 Waidach
    - 128.5 Mittleres Bauland
      - 128.50 Seckach-Kirnau-Platten
      - 128.51 Kessachplatten
      - 128.52 Stöckig

    - 128.6 Östliches Bauland
    - 128.7 Buchener Platte
    - 128.8 Naturräumliche Einheit 128.8 (ohne Namen)
      - 128.80 Nördliches Bauland
      - 128.81 Wolferstetten-Eiersheimer Höhe
      - 128.82 Buch am Ahorn